# Sándor Antal
Sándor Antal (n.28 noiembrie 1882, Oradea -d. ?1944, lagăr de concentrare ?) a fost un scriitor, jurnalist, traducător și sculptor maghiar.A activat în Austro-Ungaria, Ungaria, Suedia, Germania, Danemarca și Slovacia.